# Regina Taylor
Regina Taylor (Dallas (Texas), 22 augustus 1960) is een Amerikaanse actrice en toneelschrijfster.
Taylor werd geboren in Dallas (Texas). Op haar twaalfde ging ze naar een school in Muskogee in Oklahoma. In een interview zei ze dat ze daar soms te maken had met racisme vanwege haar zwarte huidskleur. De eerste keer dat ze professioneel acteerde was in de televisiefilm Nurses. In die film speelde ze in de tijd dat ze studeerde aan de universiteit. Een jaar later speelde ze in nog een televisiefilm, genaamd Crisis at Central High. Filmcriticus John O'Connor was positief over haar acteerprestaties. In de film Lean on Me uit 1989 werd Taylor over een groter gebied bekend. Ze speelde een moeder met een drugsprobleem. Begin jaren 90 had ze een rol in de televisieserie I'll Fly Away. Ze won een Golden Globe-award voor Beste Actrice in een televisiedrama en een NAACP Image Award voor die rol.
Na die televisieserie had ze een aantal bijrollen in films, waaronder de film Clockers van Spike Lee, Courage Under Fire, A Family Thing, The Negotiator en de televisiefilms Losing Isaiah, Strange Justice en Cora Unashamed (gebaseerd op een verhaal van Langston Hughes). Ook speelde ze een rol als huisvrouw in de televisieserie The Unit.
Taylor acteert niet alleen voor de camera maar is ook actief op toneelgebied. Ze was de eerste zwarte vrouw die Julia mocht spelen in een Romeo en Julia-toneelstuk op Broadway. Andere rollen die Taylor op Broadway speelde waren in Macbeth en As You Like It. Ook buiten Broadway was ze te zien op het toneel, in producties als Jar the Floor, Machinal, The Illusion, A Map of the World en The Tempest. Voor die laatste productie won ze een Drama-Logue Award.
Taylor schrijft ook zelf toneelstukken. Ze schreef onder andere A Night in Tunisia, Oo-Bla-Dee (waarvoor ze een belangrijke toneelprijs won), Crowns (dat ook in de prijzen viel), Drowning Crow, The Dreams of Sarah Breedlove, Escape From Paradise, Watermelon Rinds, Inside the Belly of the Beast, Mudtracks en Love Poem #97. In 2007 schreef Taylor toneelstukken voor het Alliance Theater in Atlanta (Georgia). Ze werkte daar aan het toneelstuk Magnolia.